# 1,3,3-trinitroazetidin
1,3,3-Trinitroazetidin (TNAZ) je bílá krystalická látka s nízkou teplotou tání (101 °C) a hustotou 1,84 g/cm3. Jedná se o silnou výbušninu, která leží silou mezi oktogenem a hexogenem (Pcj 364 kbar, energie detonace 6343 kJ/kg). Tato látka byla připravena v roce 1983 a v 90. letech byla intenzivně zkoumána jako možná součást vojenských trhavin. Nahrazení TNT TNAZ v litých směsích s oktogenem by vedlo ke středně velkému zvýšení síly takovýchto výbušnin (z 330 kbar až k 380 kbar). Takovéto výbušniny na bázi litého TNAZ a HMX by překonávaly PBX s oktogenem (kolem 370 kbar), které jsou dodnes nejsilnějšími vojenskými trhavinami (hlavní aplikace ve střelách proti letadlům a tankům). 
K zavedení nedošlo protože TNAZ má příliš vysokou citlivost (asi jako pentrit) – a tak jsou mnohem citlivější než trhaviny na bázi litého TNT – a moderní požadavky na vojenskou munici směřují spíše k systémům na bázi pojiv z polymerů (PBX) – ani lité směsi s TNT už nevyhovují. PBX mohou díky své pružnosti např. lépe pohlcovat nárazy. Moderní vývoj ale směřuje i k oxadiazolům s nízkým bodem tání. Takové sloučeniny mají Pcj kolem 300 kbar a citlivost podobnou TNT – a ty by se při snížení moderních bezpečnostních nároků daly použít.